# Киргизька кухня

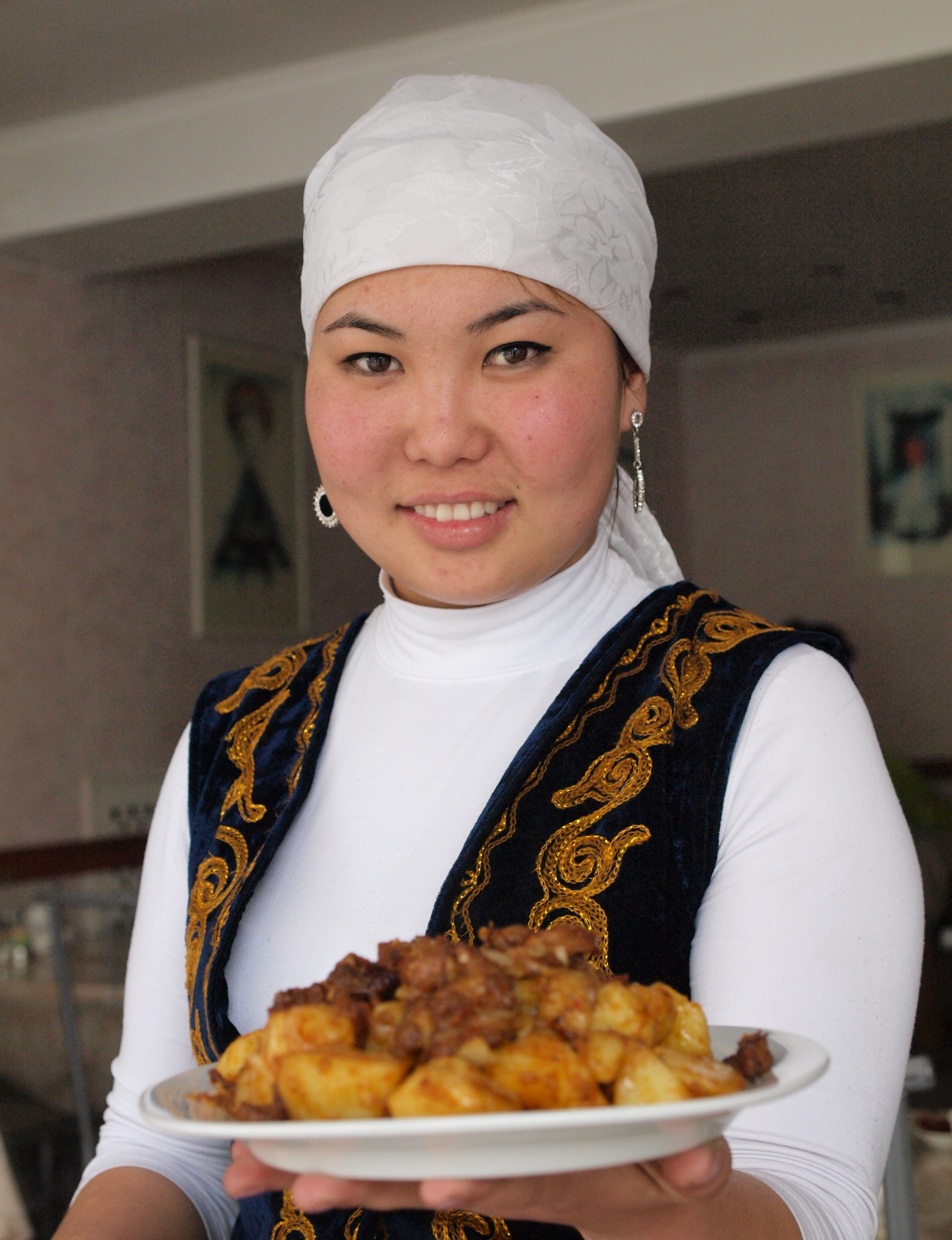
Киргизька кухня

Киргизька кухня — національна кухня Киргизстану. За технологією та вибором продуктів дуже близька до інших кухонь тюркських кочових народів. Також можна знайти в цій кухні рецепти дунганських та уйгурських страв.

## Особливості

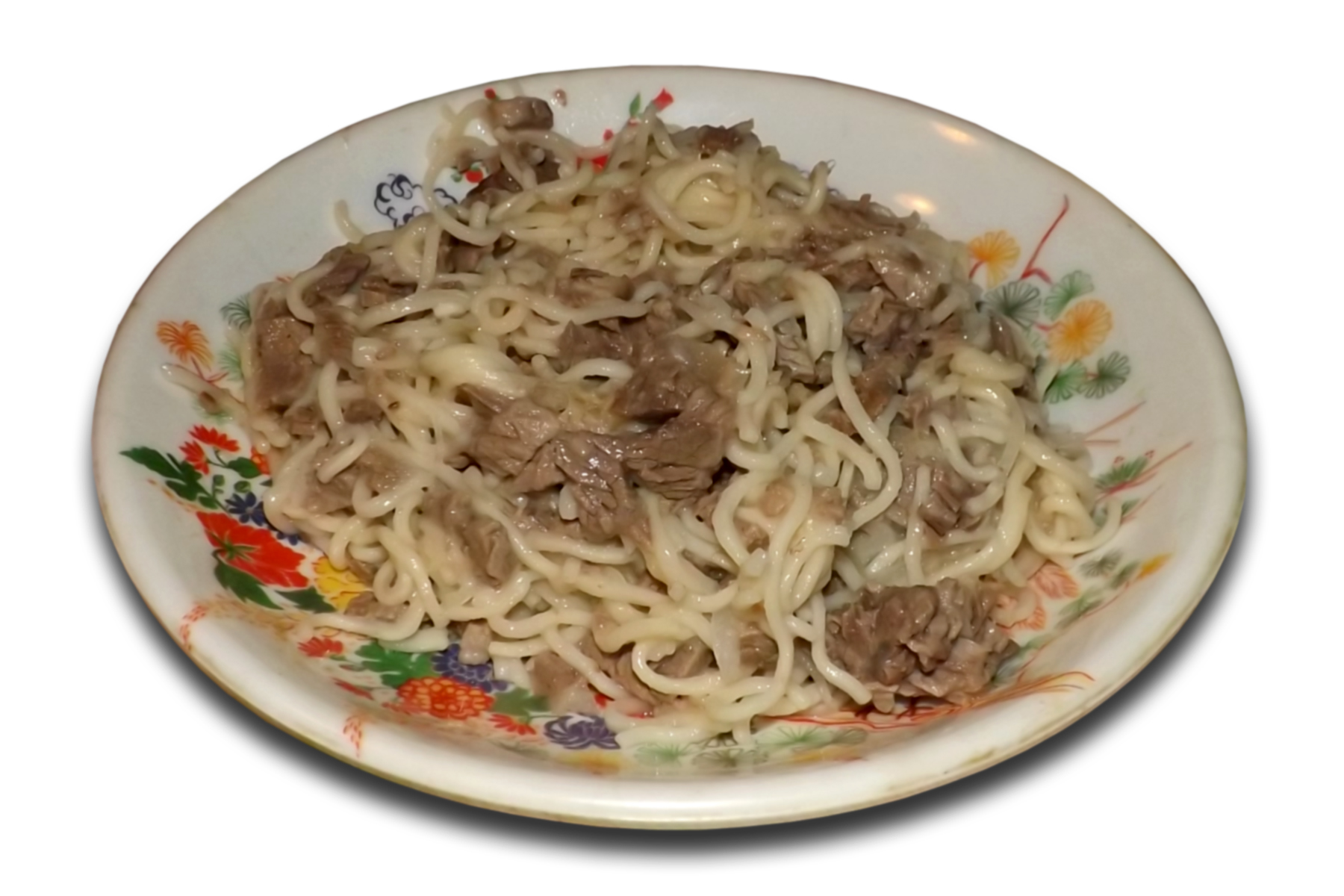
Бешбармак

Рецепти страв та напоїв на півдні та півночі країни дуже відрізняються. На півночі Киргизстану на свята готують та вживають бешбармак — дрібно нарізане відварне м'ясо з локшиною, а на півдні — плов. На півночі п’ють чорний чай з молоком, який заварюється за російським звичаєм (використовуються навіть російські самовари), на півдні споживають зелений байховий чай. Молоко в чай не додають. Традиції чаювання на півдні дуже схожі до узбецьких.
В сучасній киргизькій кухні переважає сезонність раціону. Влітку киргизи споживають здебільшого молочно-рослинну їжу, а взимку – м'ясо-борошняні та м'ясо-зернові вироби. Характерною рисою киргизької кухні та спорідненою їй, є приготування молочно-борошняних виробів, в яких молочні продукти перевищують втричі-вп’ятеро за вмістом борошно (зернові компоненти).

## Страви та напої

### М'ясо

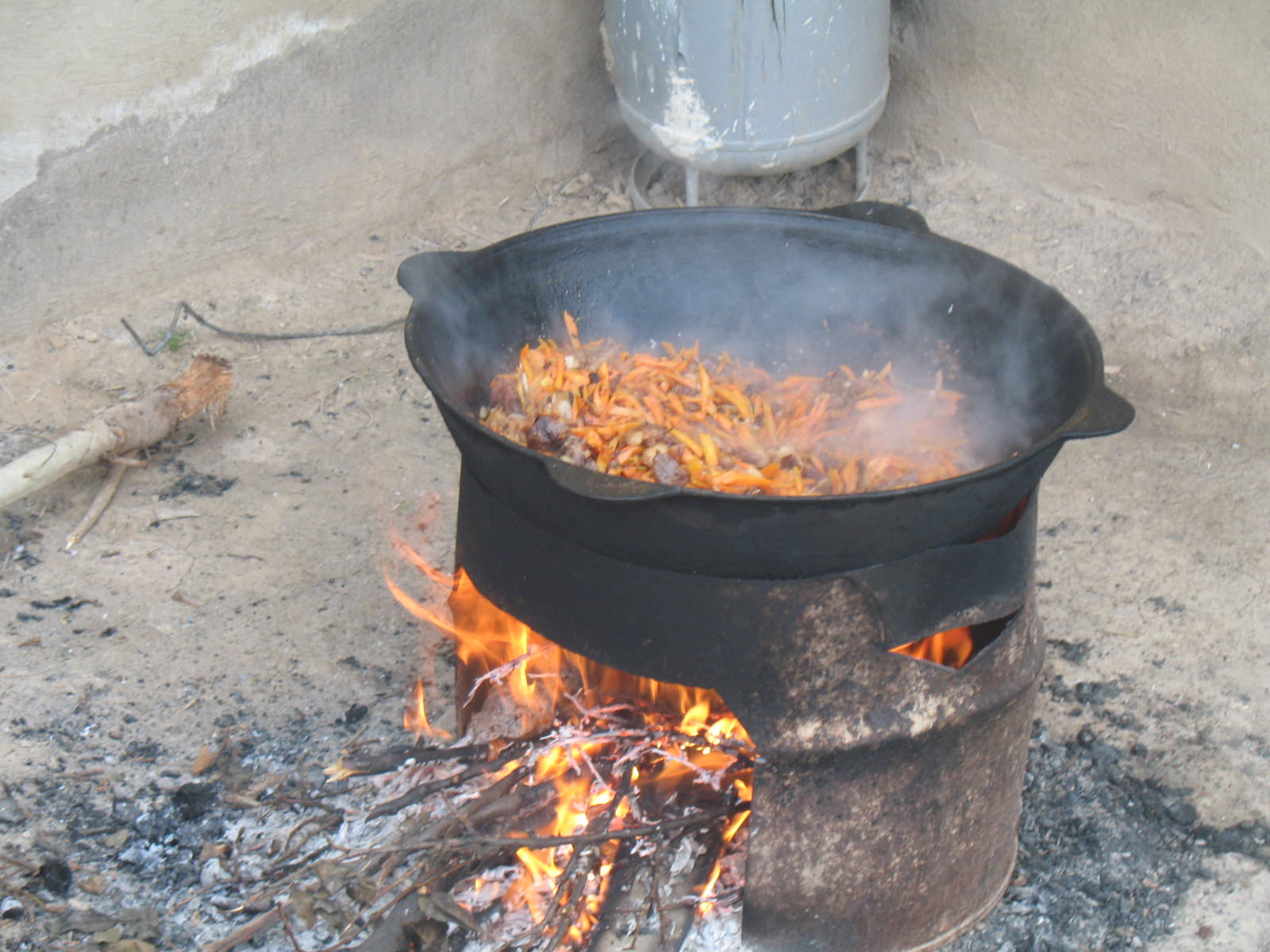
Приготування плову

М'ясо відіграє дуже важливу роль в національній кухні Киргизстану. З приводу різних релігійних та сімейних свят, подій та заходів готують м'ясні страви. Споживають здебільшого баранину (таш кордо), яловичину, конину та м'ясо яка. Делікатесними стравами вважаються страви приготовлені з конини. В гірських районах країни вживають дичину. М'ясо кладуть в казан та варять без овочів. Кожен шматок м'яса має своє призначення та подається гостям індивідуально (відповідно до статусу). Не дивлячись на сусідство з Узбекистаном та Таджикистаном, у киргизькій кухні переважає варене м'ясо, а не смажене.

### Молочні продукти

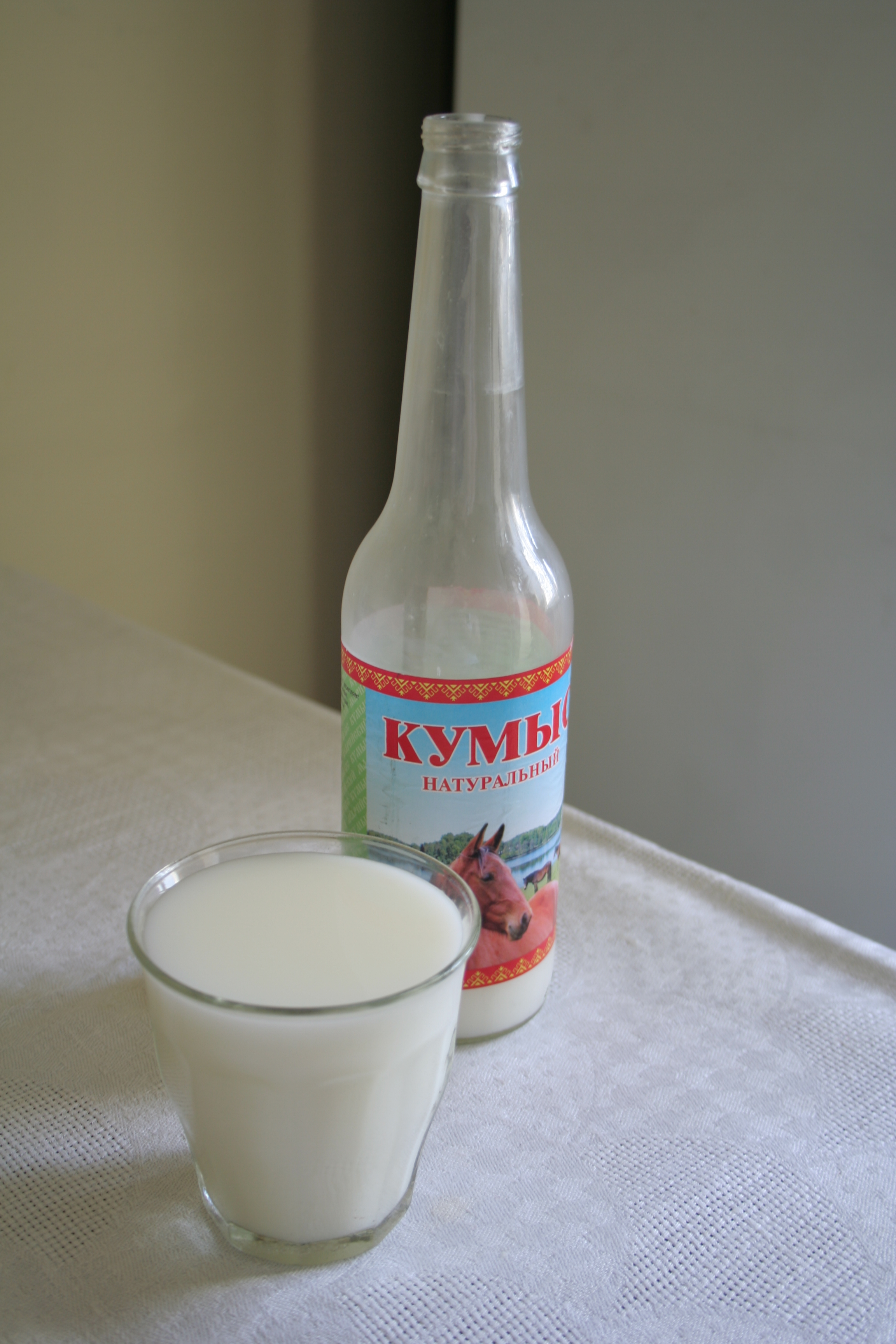
Кумис

Вживають жителі Киргизстану молоко й молочні продукти. З молока готують каймак, айран, курут, кумис, домашній сир, пряжене масло, чобого тощо. Кумис готують з кобилячого молока. У киргизів на відміну від більшості тюркомовних народів катик називається айраном, а айран — чалапом.

### Хліб та вироби з борошна

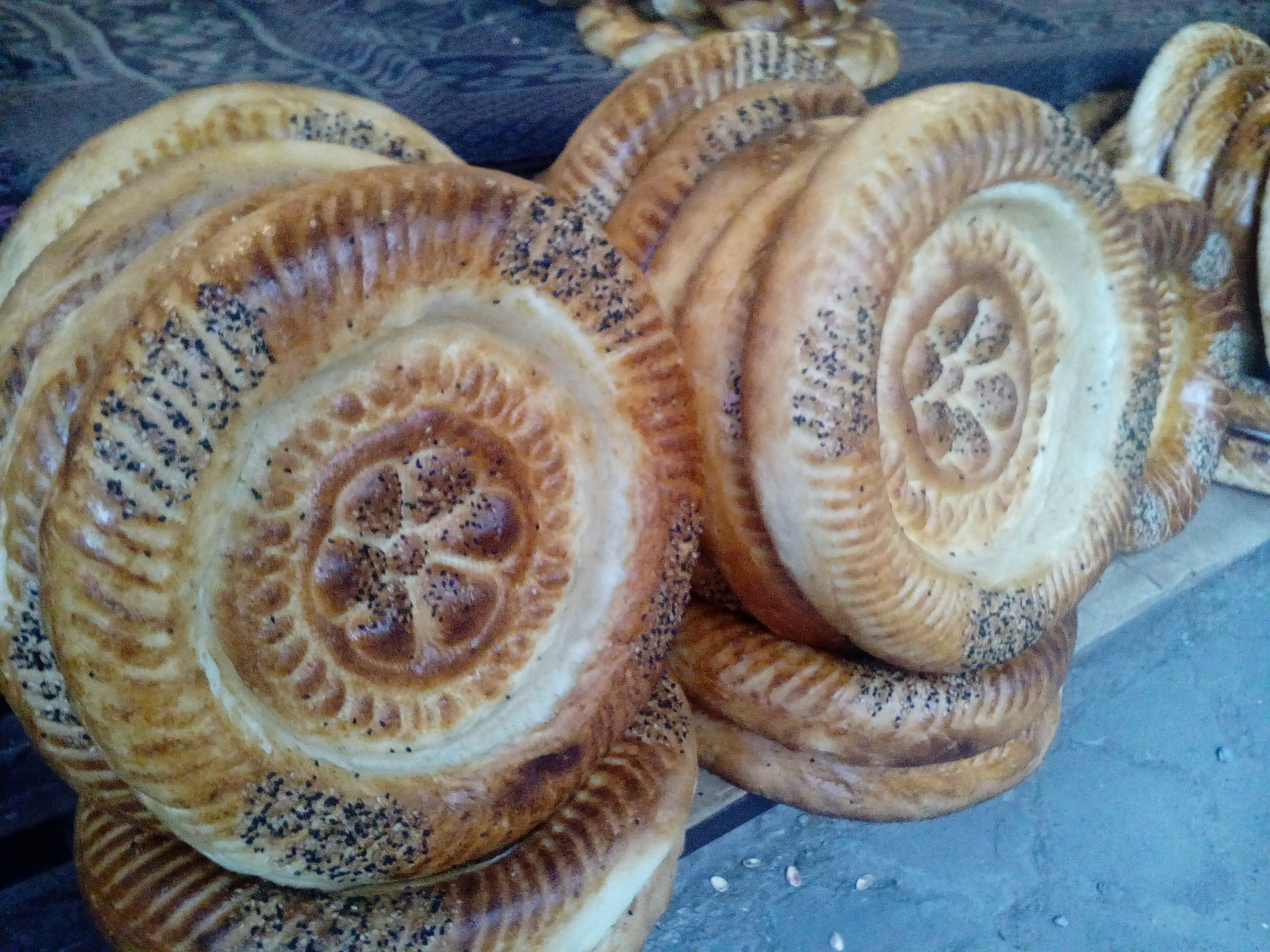
Киргизька випічка

Киргизька кухня містить дуже багато рецептів випічки, які відрізняються в залежності від регіону країни. Хліб у вигляді коржів випікають у тандирах. На півночі хліб має прямокутну форму, бо його печуть у пічках такої форми. Дуже багато борошняних виробів:
- Кульчетай — визначна страва киргизької кухні, яка представляє собою шматки тіста, звареного у м’ясному бульйоні. Подають тісто з м’ясом та овочами.
- Оромо — рулет з тіста з м’ясом або овочами, приготовлений на пару в манта-каскані.
- Манти — традиційна м’ясна страва, схожа на пельмені.
- Кесме — киргизький аналог локшини.
- Боорсок — традиційні борошняні вироби, які готують у фритюрі.
- Жаткан тео — вироби схожі на оромо, але варяться у бульйоні. Подаються переважно як друга страва. Перекладається назва виробу як «лежачий верблюд».
- Каттама — хлібобулочний виріб, який схожий на листковий корж.
- Кемьоч — маленькі здобні коржики величиною у велику монету, спечені у попелі, які кладуть у гаряче молоко та присмачують маслом і сузьмою[1].

## Галерея

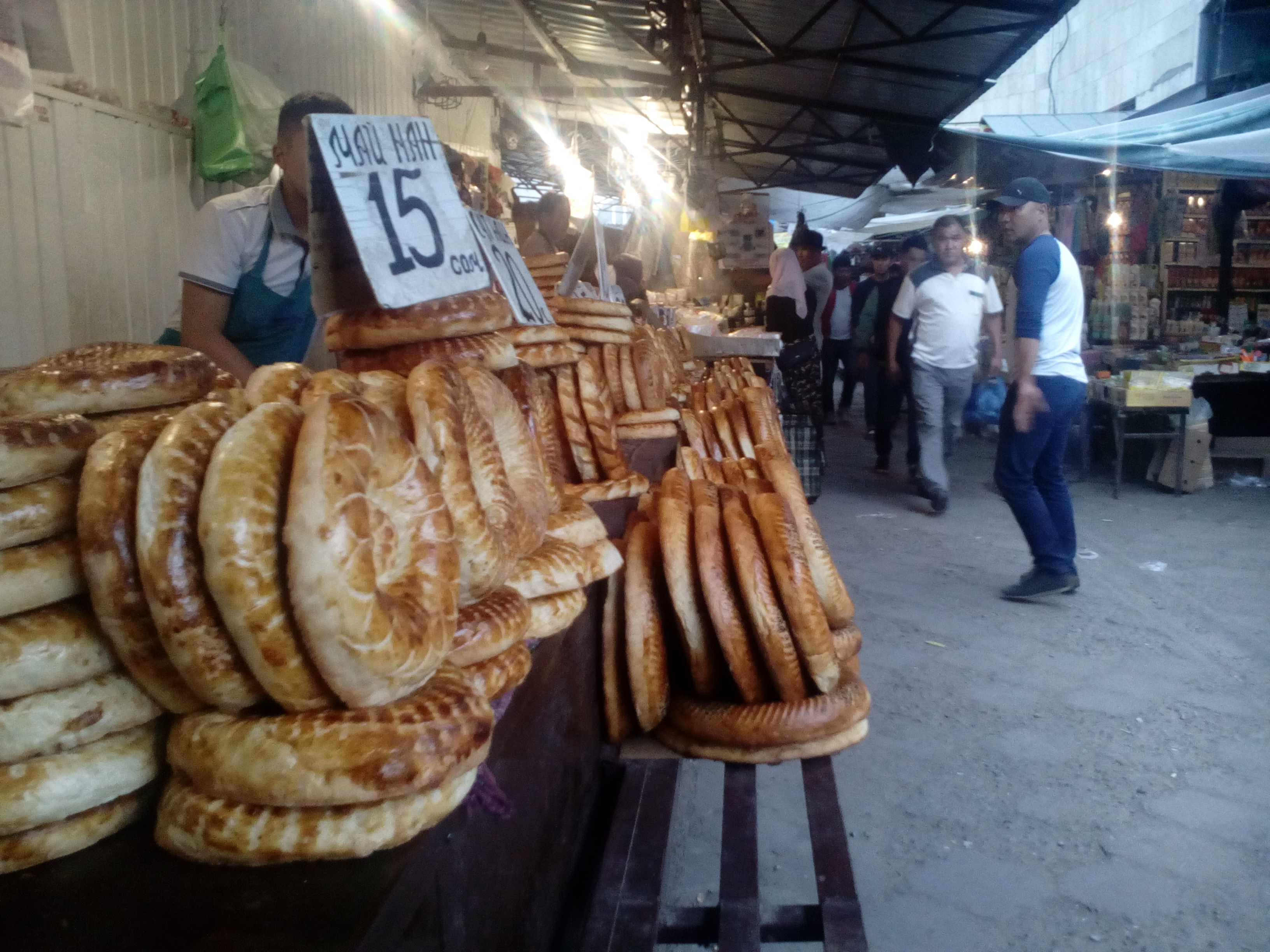
Тандирні коржі
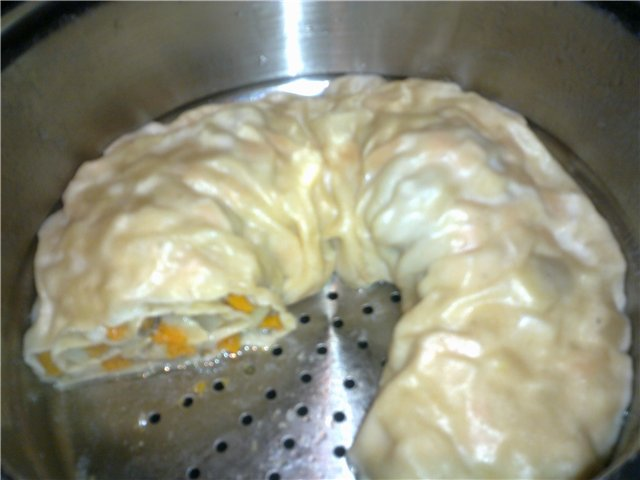
Оромо
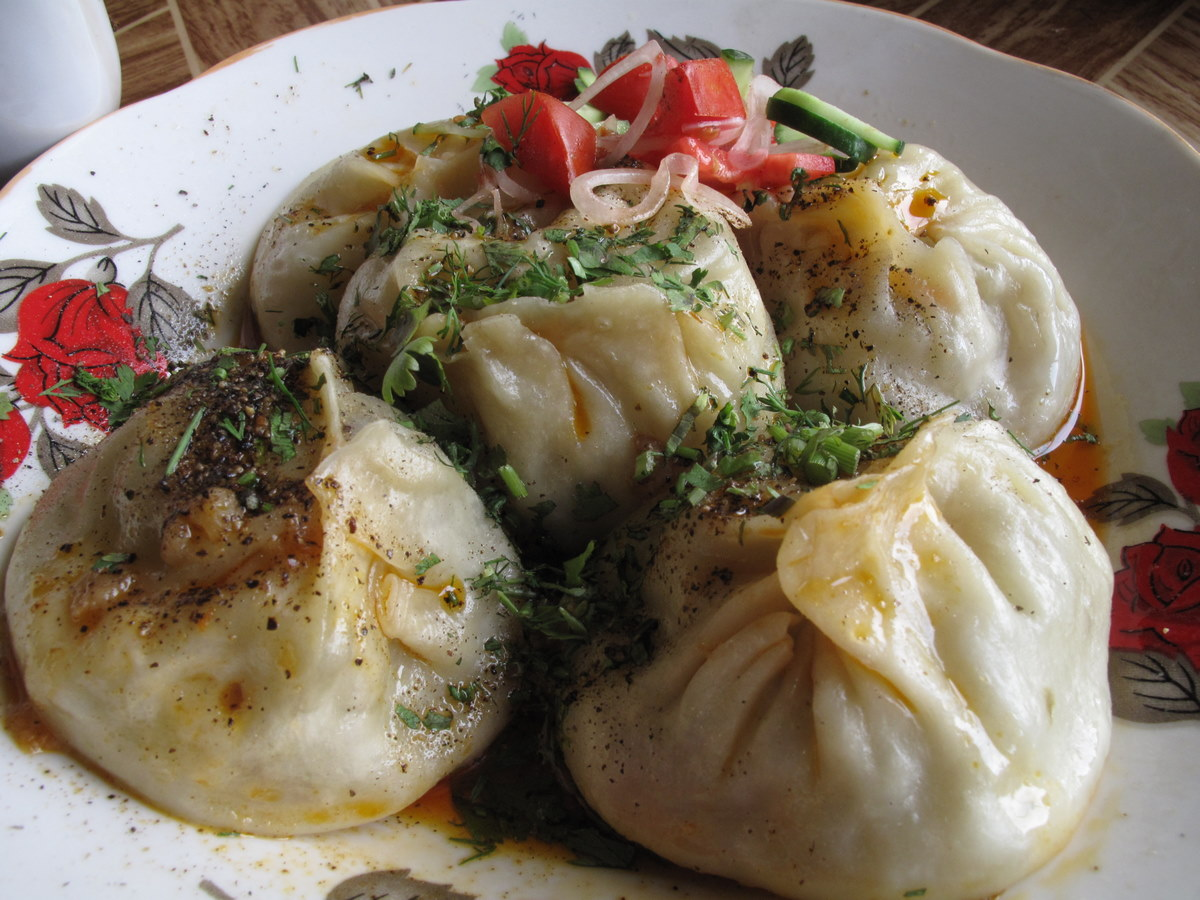
Манти
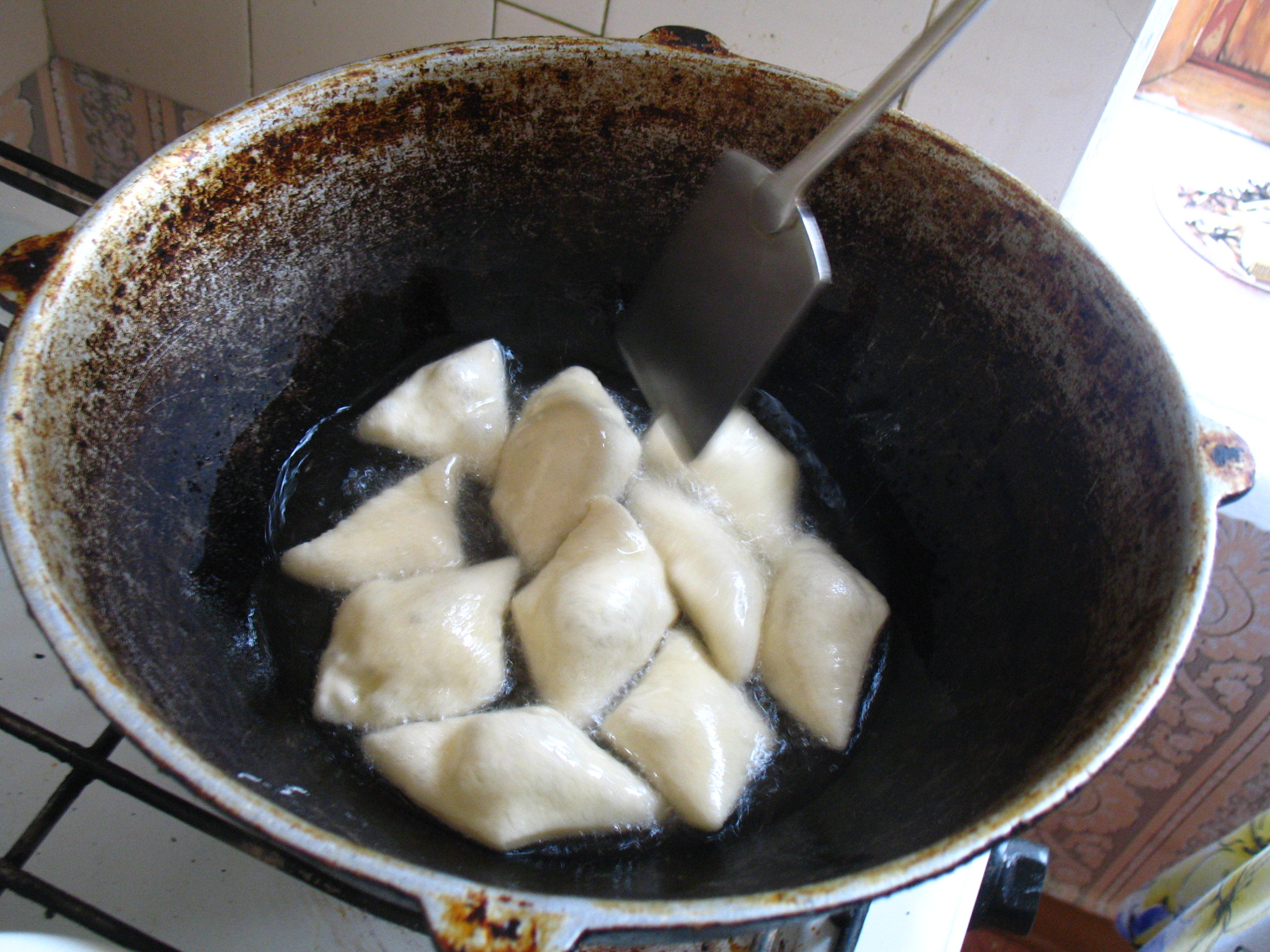
Киргизькі боорсоки у фритюрі